# Stevo Todorčević

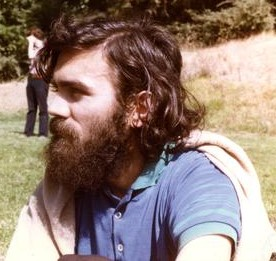
Stevo Todorčević 1984

Stevo Todorčević (* 1955 in Mrkonjić Grad) ist ein kanadisch-französisch-serbischer Mathematiker und mathematischer Logiker. Er ist ein Canada Research Chair Professor in Mathematik an der Universität von Toronto.
Stevo Todorčević wurde 1979 an der Universität Belgrad bei Đuro Kurepa promoviert und war 1983 bis 1985 als Miller Fellow an der University of California, Berkeley. Danach war er an der University of Colorado in Boulder (Ulam Research Chair 1987/88), am Institute for Advanced Study und forschte für das CNRS in Paris und an der Universität Paris VII, bevor er Professor in Toronto wurde.
Er organisierte Workshops unter anderem am Mittag-Leffler-Institut, dem CRM in Barcelona und am Fields Institute in Toronto.
Er ist bekannt für Beiträge zur kombinatorischen Mengenlehre mit Verbindungen zu Topologie und Analysis. 1984 löste er das Problem der Ramsey-Basis der ersten unendlichen Ordinalzahl. Dabei führte er seine Methode des minimal walk auf den Ordinalzahlen ein. 1999 wandte er auf unkonventionelle Weise Forcing-Methoden an um Sätze aus der Analysis zu beweisen über kompakte Mengen von Funktionen der Baire-Klasse 1. Er befasste sich mit Boole-Algebren, nichtseparablen Banachräumen und entwickelte 2005 mit Alexander S. Kechris und V. G. Pestov eine Dualitätstheorie, die endliche Ramseytheorie und topologische Dynamik verbindet. Er trug verschiedene Argumente zusammen (darunter aus einer Analyse einer späten Arbeit von Kurt Gödel), dass {\displaystyle \aleph _{2}} (siehe Aleph-Funktion) der Mächtigkeit des Kontinuums entspricht (da die Kontinuumshypothese unabhängig von den ZFC-Axiomen ist, müssen für einen Beweis zusätzliche Axiome herangezogen werden).
2014 hielt er die Tarski Lectures und 2012 erhielt er den CRM-Fields-PIMS Prize. Er ist Mitglied der Serbischen Akademie der Wissenschaften und Künste und, seit 2016, der Royal Society of Canada. 1998 war er Invited Speaker auf dem Internationalen Mathematikerkongress in Berlin (Basic problems in combinatorial set theory). 2016 ist Todorcevic eingeladen, die Gödel-Lecture zu halten.

## Schriften
Bücher:
- mit Argyros Spiros: Ramsey methods in analysis, Birkhäuser 2005
- Introduction to Ramsey spaces, Princeton University Press 2010
- Notes on forcing axioms, World Scientific 2014
- Partition problems in topology, American Mathematical Society 1989
- Topics in Topology, Springer Verlag 1997
- Walks on ordinals and their characteristics, Birkhäuser 2007

Einige Aufsätze:
- A note on the proper forcing axiom, in: Axiomatic Set Theory, Boulder 1983, Contemporary Mathematics, Band 31, 1984, S. 209–218
- Partitioning pairs of countable ordinals, Acta Mathematica, Band 159, 1987, 261–294
- Trees and linearly ordered sets, in K. Kunen, R. Vaughan (Herausgeber), Handbook of Set-theoretic Topology, Elsevier 1984, 235–293
- Oscillations of real numbers, in F. Drake, J. K. Truss (Herausgeber), Logic Colloquium 86, Elsevier 1988, S. 325–331
- Compact subsets of the first Baire class, Journal of the American Mathematical Society, Band 12, 1999, S. 1179–1212
- mit Kechris, Pestov: Fraissé limits, Ramsey theory and topological dynamics of automorphism groups, Geom. Funct. Analysis, Band 15, 2005, S. 106–189
- Combinatorial dichotomies in set theory, J. Symb. Logic, 17, 2011, 1–72
- Chain-condition methods in topology, Topology Appl., 101, 2000, 45–82
- Lipschitz maps on trees, J. Inst. Math. Jussieu, 6, 2007, 527–566
- Coherent sequences, in Foreman, Kanamori: Handbook of Set Theory, Springer Verlag 2010
- mit Paul Larson: Chain conditions in maximal models, Fund. Math., Band 168, 2001, S. 77–104
- mit Paul Larson: Katetov´s Problem, Transactions AMS, 354, 2002, 1783–1791, Online